# Selektiv mutism

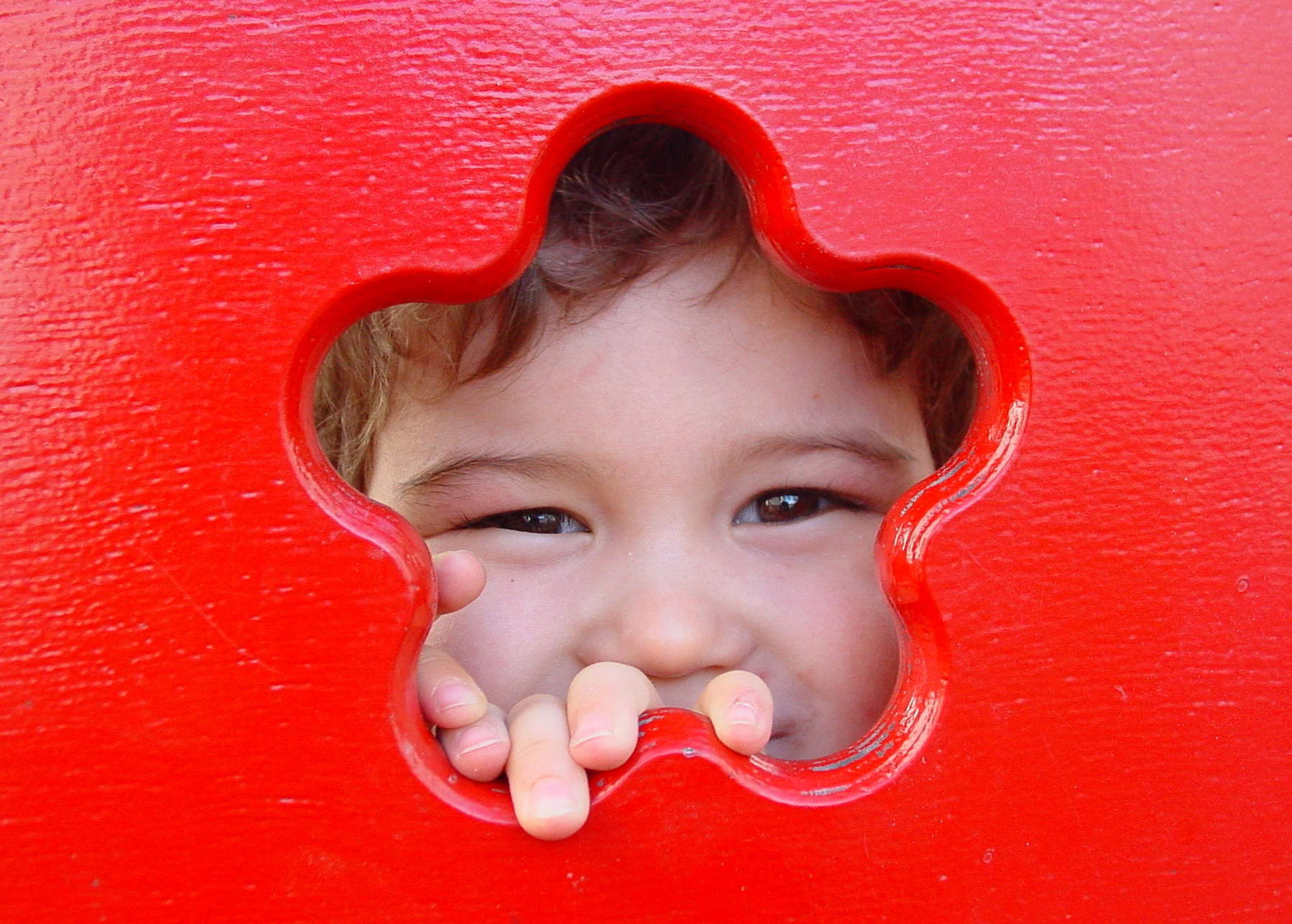
Ett barn med selektiv mutism har ett fullt utvecklat språk och pratar hemma med sina familjemedlemmar, men tystnar i många andra sociala situationer. Tystnaden är alltid ofrivillig.

Selektiv mutism (SM) är en ångestdiagnos som innebär att personen har ett normalt talat språk i vissa miljöer, men är helt eller delvis tyst i andra miljöer. Det debuterar i förskoleåldern och drabbar någonstans mellan 0,1 och 1% av barnen.
SM innebär en oförmåga att tala i olika situationer och med olika personer – oftast utanför hemmet. Barn med selektiv mutism har ett fullt utvecklat språk, förstår allt du säger och vill inget hellre än att kunna prata med dig. Tystnaden är ofrivillig.
SM är inte en neuropsykiatrisk funktionsnedsättning, men man kan ha SM i kombination med NPF. Det handlar inte heller om blygsel eller social fobi.
Ett barn med SM pratar generellt obehindrat i hemmamiljö med sin familj, men tystnar i andra sociala situationer. Till exempel i förskola, skola och föreningsliv. Utan hjälp riskerar barnet att komma efter i sin sociala utveckling med jämnåriga.
Selektiv mutism går att behandla, ju tidigare desto bättre. Utan behandling kan ångestproblematiken förändras eller förvärras och orsaka psykisk ohälsa i vuxen ålder.
De allra flesta personer med selektiv mutism har inga problem med att förstå eller använda språket. Enligt DSM-IV-TR år 2000, baserat på antalet rapporterade fall, uppskattades siffran till 1 på 1 000, men i en stor studie från 2002 i Los Angeles, ökade siffran till 7 av 1 000. Selektiv mutism är mycket mer omfattande än och ska inte förväxlas med, vanlig blyghet.
Den tidigare felaktiga benämningen elektiv mutism antyder att selektivt stumma människor väljer att vara tysta, medan det egentligen handlar om en slags mental låsning som gör att det inte går att prata, precis som i andra former av fobier. Dessa personer vet att det inte är farligt att tala, men får ett stresspåslag i vissa situationer, och detta leder till en låsning - trots att de vet hur man talar, så kan de inte. För att spegla den ofrivilliga karaktären hos denna störning, ändrades begreppet till selektiv mutism i DSM-IV, år 1994.
Ibland kan barn med SM svara, eller göra sig förstådd genom att nicka, peka, eller på annat sätt kommunicera.  
SM upptäcks oftast först när barnet börjar förskolan. Ibland, ses barnet som blygt och det antas att blygheten är tillfällig och kommer att försvinna. När man förstår att barnet har selektiv mutism, har barnet oftast gått så länge som ett år utan att tala. Ju snabbare man diagnostiserar, desto lättare att behandla.
I sin svåraste form - som kallas progressiv mutism - fortskrider det tills barnet inte längre talar med någon alls, inte ens nära familjemedlemmar.

## Diagnostik
Diagnoskriterierna enligt Diagnostic and Statistical Manual of Mental Disorders, den i Sverige mest använda diagnosmanualen inom psykiatrin, är som följer (patienten måste uppfylla samtliga kriterier för att få diagnosen Selektiv Mutism):
- Oförmåga att tala i vissa sociala situationer (där det förväntas att man skall tala, till exempel i skolan) trots att barnet talar i andra situationer.
- Störningen försämrar prestationsförmågan i studier eller arbete eller försvårar social kommunikation.
- Störningen varar i minst en månad (dock inte enbart den första månaden i skolan).
- Oförmågan att tala beror inte på någon brist på kunskap eller förtrogenhet med det talade språk som barnet förväntas använda i sammanhanget.
- Störningen förklaras inte bättre med någon kommunikationsstörning (t.ex. stamning) och förekommer inte enbart vid någon genomgripande störning i utvecklingen (till exempel autism), schizofreni eller andra psykotiska syndrom.

Selektiv mutism ses ofta tillsammans med tvåspråkighet och är även vanligt i kombination med neuropsykiatriska funktionsnedsättningar.

## Autism och selektiv mutism
Särskilt hos små barn kan selektiv mutism ibland förväxlas med autism, och detta kan leda till felaktig behandling. Individer med selektiv mutism kan kommunicera normalt när de är i en situation där de känner sig bekväma, och det kan också många personer i autismspektrumet göra, särskilt de med Aspergers syndrom. Även barn inom autismspektrumet kan vara selektivt stumma, men visar också andra beteenden som handflaxande, repetitiva beteenden, social isolering även bland familjemedlemmar (genom att inte alltid svara på namn, till exempel), sensoriska svårigheter, svårigheter med integration, dålig ögonkontakt. Det skiljer dem från ett barn med selektiv mutism.
Om ett barn är helt oförmögen att tala i sociala situationer, är detta sannolikt inte autism, utan kan vara selektiv mutism. Barn med selektiv mutism är inte nödvändigtvis autistiska, men barn med autism är ofta icke-verbala. Utvärdering av barn med dessa symptom är avgörande för tidiga insatser. Utvärderingar bör åtföljas av en video av barnet i hemmet där hen känner sig som mest bekväm, för att underlätta diagnostiseringen.

## Vanliga kännetecken
De första symptomen för selektiv mutism är som regel märkbara innan fem års ålder, men upptäcks ofta av förskolan vid 3 till 4 års ålder. Dessa symptom tyder inte på egenvilja, utan snarare ett försök att kontrollera stigande ångest. I många fall har kroppsspråket misstolkas som misshandel, dock har man funnit att dessa beteenden härstammar från ångest.[källa behövs] Det är mycket vanligt att barn med SM - när de är hemma - har en normal språkutveckling och pratar fullt ut i vissa miljöer. Några barn visar ansiktsuttryck och kroppsspråk som uppenbart beror på rädsla, nervositet och ångest. Andra verkar lugna till det yttre, och kan kommunicera icke-verbalt.[källa behövs] En del barn kan också ha ett, i hemmet, trotsigt beteende. Barn med selektiv mutism uppvisar ofta separationsångest och kan verka överdrivet "mammiga" eller "pappiga".
Det som kan klassas som "negativt":
- Blyghet.[10]
- Rädsla för människor.
- Ingen ögonkontakt.
- Inga ansiktsuttryck.
- Orörlighet.
- Nervös rastlöshet.
- Inåtvändhet.
- Osjälvständigt beteende.
- Stel kroppshållning och stelt kroppsspråk.
- Vänder sig bort från andra.
- Tvångsmässiga drag.
- Drar sig tillbaka i ett hörn.
- Backar när någon rör dem.
- Reagerar långsamt både på verbal och icke-verbal kommunikation.
- Har svårigheter med att påbörja saker.
- Social isolation.
- Perfektionism.
- Rädsla för att dra på sig uppmärksamhet.
- Kräkningar.
- Besvär med tarmen och urinblåsan.
- Känslighet mot ljus, ljud och beröring.

Det som kan klassas som "positivt":
- Ofta över genomsnittet intelligens, emotionell intelligens, perception och nyfikenhet.
- Ofta klarsynt om världen omkring dem.
- Ofta över genomsnittet förmåga att identifiera sina egna och andras tankar och känslor.
- Stark känsla av rätt och fel.
- Skapande.
- Ärlighet.
- Uthållighet.

## Förekomst
Selektiv mutism är lite vanligare hos flickor än hos pojkar. De flesta barn med selektiv mutism tros ha en ärftlig benägenhet till ångest. De har ofta hämmade temperament, vilket påstås vara resultatet av överretlighet av området i hjärnan som kallas amygdala. Detta område får indikationer på möjliga hot och ger barnet en ångestrespons.
En del barn med selektiv mutism kan ha sensorisk integrationsdysfunktion (problem med att slutföra sensorisk information). Detta leder till ångest, som kan orsaka att barnet "stänger ner" och inte kan tala. Många barn med selektiv mutism kan ha vissa auditiva svårigheter (svårigheter att sortera hörselintryck).
Omkring 20-30 procent av barn med selektiv mutism har tal- eller språkstörningar.
Genomsnittsåldern för barn som blir diagnostiserade med selektiv mutism är mellan tre och åtta år.

## Behandling
Människor som lider av selektiv mutism blir inte nödvändigtvis bättre med stigande ålder. Därför är behandling i tidig ålder viktigt. Om selektiv mutism inte uppmärksammas tenderar den att bli självförstärkande: de som finns runt en sådan person kan så småningom räkna med att han eller hon inte pratar. De slutar sedan med att försöka inleda verbal kontakt med den drabbade, vilket gör att utsikterna att prata verkar ännu svårare. Ibland i den här situationen, kan en förändring av miljön (till exempel byte av skola) göra en skillnad. I vissa fall, med psykologisk hjälp, kan den drabbades tillstånd förbättras. Behandling i tonåren blir, men inte nödvändigtvis, svårare eftersom den drabbade har blivit van vid att vara stum.
Kraftfulla försök att få barnet att tala är motverkande. Vanligen leder det till en högre grad av ångest, vilket förstärker det stumma tillståndet. Beteendet ses ofta som avsiktligt, eller kontrollerbart, eftersom barnet oftast stänger ner all talkommunikation och kroppsspråk i sådana situationer, och kan ofta felaktigt uppfattas som ohövlighet.
Obehandlad selektiv mutism kan leda till andra problem, som depression, självmordstankar, missbruk, begränsad yrkes- och utbildningsprestation, social isolation och undvikande personlighetsstörning.

### Exponeringsterapi för barn med selektiv mutism[19][20]
En metod som används som behandling för barn med selektiv mutism är exponering, en behandlingsmetod inom beteendeterapin. Utifrån ett beteendeterapeutiskt perspektiv kan selektiv mutism förstås som ett resultat av inlärning av ett undvikande beteende. När barnet i vissa situationer har förväntats tala har det fått ångest. Som respons på det har barnet undvikit att tala, vilket i sin tur gett en tillfällig ångestlindring. Genom denna tillfälliga lindring av ångest har beteendet att undvika att tala blivit negativt förstärkt. Det vill säga, genom ångestlindringen har sannolikheten för att barnet i framtiden också kommer att undvika att tala i den aktuella situationen ökat. Med exponeringsterapi kan detta undvikande brytas. Under behandlingen utsätts barnet för situationer där det förväntas tala, men inte gör det. Behandlingen kan exempelvis ske i sessioner med terapeut, i hemmet eller i skolan. Under exponeringen är det viktigt att såväl tal som försök till tal förstärks. På så sätt kan ett gradvis närmande till det önskade beteendet, att tala, möjliggöras. Förstärkning kan exempelvis ske genom beröm eller tillgång till någon leksak eller aktivitet. Det är viktigt att exponeringen sker stegvis. Exponeringen börjar då med den minst ångestväckande situationen för att sedan, när barnet klarat av att tala i denna, successivt närma sig den mest ångestväckande. För att exempelvis träna ett barn i att tala i klassrummet kan exponeringen börja med att barnet får tala till läraren i förälders närvaro. När barnet klarat denna exponering kan nästa steg vara att tala till läraren medan förälder står utanför rummet, därefter att ensam tala till lärare, sedan till lärare och en annan elev och slutligen till lärare och klass. 

### Stimulansavtagande
Med den här tekniken tas patienten in i en kontrollerad miljö, med någon som de är tillfreds med och kan kommunicera med. Så småningom förs en annan person in i situationen med ett antal små steg.
Dessa steg sker ofta i olika etapper, därför kallas det glidande teknik, där en ny person långsamt förs in i samtalet. Detta kan ta relativt lång tid första gången.

### Desensibilisering
Patienten tillåts kommunicera via indirekta medel för att förbereda sig mentalt för nästa steg. Detta kan inkludera e-post, sms/mms (text, ljud och video), online-chat eller röst- och videoinspelningar, tills patienten är i stånd att försöka med mer direkt kommunikation.

### Utformning
Barnet uppmuntras långsamt att prata. Man förstärker de kommunikativa beteendena, först genom att interagera icke-verbalt, sedan genom att göra vissa ljud, så småningom genom viskande, och slutligen genom att säga ett ord eller mer.

### Hur lärare kan hjälpa
Lärare spelar en viktig roll i arbetet med att hjälpa elever som har selektiv mutism. Genom att förstå att symptomen inte är avsiktliga kommer det att minska eventuell frustration som den vuxne kan känna. Konsekventa beteendestrategier bör och kan enkelt genomföras i klassrummet. Strategier bör inriktas på att uppmuntra - inte tvinga - barnet att tala. Beröm och belöna barnet när det talar. Deltagande i klassrummet kommer att bidra till att sänka ångesten, samtidigt som man hjälper barnet att känna sig inkluderad, positiv och självständig.
Att vinka hej och hej då till barnet med selektiv mutism kan göras varje dag, eftersom det är mer sannolikt att barnet reagerar på gester. Uppmuntra barnet till icke-verbal kommunikation, som att peka, gestikulera, använda teckenspråk (riktigt eller påhittat) eller att skriva lappar. Det minskar barnets ångest och till slut kan man öka svårighetsgraden. Ställ frågor som kräver ja- eller nej-svar så att barnet kan nicka eller skaka på huvudet. Om han eller hon inte reagerar, acceptera det och gå vidare. Personer runt barn med selektiv mutism bör vara försiktiga med vad de säger, eftersom barnet naturligtvis kan höra dem.

### Medicinering
Eftersom selektiv mutism är besläktad med social ångest, används vanligen ångestdämpande läkemedel i behandlingen. SSRI-mediciner, vilka är antidepressiva, till exempel fluoxetin, paroxetin, citalopram, fluvoxamin och sertralin, används ofta för att behandla ångeststörningar. Småskaliga studier har visat att dessa slags mediciner är effektiva för behandling av selektiv mutism. Många barn med SM brukar påverkas bättre av väldigt låga doser. Några i det psykiatriska samfundet anser att högre doser kanske bara gör problemet värre. Andra i området anser att biverkningar av psykiatriska mediciner - i alla doser och om alla barn - är så farligt som att förneka någon tillfällig fördel, utan föredrar rent beteendemässiga och psykologiska ingripanden. Andra praktiker och aktivister fördömer strikt all användning av psykiatriska mediciner på barn, och noterar avsaknaden av medicinska bevis för genetiska kopplingar till beteendestörningar. 
Medicinering är inte alltid nödvändigt för att behandla selektiv mutism, men i många fall är den väldigt användbar.
Antidepressiva läkemedel används för att minska ångestens nivåer för att påskynda processen av behandlingen. Användning av läkemedel ska sluta efter nio till tolv månader, när barnet har lärt sig färdigheterna för att hantera ångest och har blivit mer bekväm i sociala situationer. Medicinering används oftast för äldre barn och tonåringar vars ångest har lett till depression och andra problem.
Medicinering, när den används, bör aldrig övervägas som hela behandlingen för ett barn med selektiv mutism. Barnet bör, medan medicineringen är i gång, vara i terapi för att hjälpa honom eller henne att veta hur man ska hantera ångest och förbereda honom eller henne för ett liv utan medicinering.
Förstahandsvalet vid behandling av selektiv mutism är KBT, eller mer specifikt beteendeanalys. 

## Historia
År 1877 kallade en tysk läkare sjukdomen afasi för frivillig för att beskriva barn som kunde tala normalt men ofta "vägrade".
År 1980 identifierades en studie av specialpedagogen Torey Haydens fyra "undertyper" av selektiv mutism. Dessa undertyper är inte längre accepterade. Först och vanligast, beskrev hon "symbiotisk mutism", som kännetecknades av en högljudd och dominerande mor och frånvarande far, och användning av stumhet som kontrollerande beteende runt andra vuxna. Den andra och mindre vanliga var "talfobisk mutism" där barnet hade tydlig rädsla över att höra en inspelning av hans eller hennes röst. Detta också med rituella beteenden och barnet ansågs vara orsakad av att ha blivit tillsagd att hålla en familjehemlighet. Tredje var "reaktiv mutism", som troddes vara orsakad av trauma eller övergrepp. Dessa barn visade alla symptom på depression och var märkbart tillbakadragna, och visade vanligen inga ansiktsuttryck. Slutligen beskrev Hayden "passiv-aggressiv mutism", där tystnaden användes som en uppvisning av fientlighet, ansluten till asocialt beteende. Några av barnen i hennes studie hade inte varit stumma förrän åldern 9-12. 
The Diagnostic and Statistical Manual of Mental Disorders (DSM), som först publicerades 1952, innehöll för första gången selektiv mutism i sin tredje upplaga, utgiven 1980. Selektiv mutism beskrevs som "en kontinuerlig vägran att tala i nästan alla sociala situationer" trots normal förmåga att tala. Också "överdriven blyghet" och andra ångestrelaterade drag togs upp som tillhörande funktioner, inkluderat faktorer som ökar risken för "moderns överbeskyddande", psykisk utvecklingsstörning, och trauma. Selektiv mutism i den tredje bearbetade utgåvan beskrevs på liknande sätt som i den tredje upplagan förutom att de angav att störningen inte är relaterad till social fobi.
År 1994 återspeglade den fjärde upplagan av DSM namnbytet till selektiv mutism och beskrev störningen som ett misslyckande att prata. Förhållandet till ångest betonades, särskilt i den ändrade versionen (DSM IV-TR).

## Synen i olika länder
I USA får skolbarn som har fått en professionell diagnos placeras i ett vanligt klassrum och ges ett särskilt individanpassat undervisningsprogram som liknar skolbarns med andra funktionsnedsättningar som ADHD och inlärningssvårigheter. Enligt skollagen (IDEA) kan barn med selektiv mutism få specialundervisning utformad för personer med funktionsnedsättningar. Under IDEA kan de falla under kategorin "andra hälsoproblem", "känslomässig störning" eller "tal- eller språkstörning".
I Australien är tillståndet klassificerat som en funktionsnedsättning.

## Kulturella referenser
Selektiv mutism har flera gånger skildrats i kulturella verk. I låten "She's Given Up Talking" av Paul McCartney från albumet Driving Rain (2001), överensstämmer nästan helt med en klinisk beskrivning av selektiv mutism i barndomen. Den beskriver en ung flicka som är stum i skolan men normalt pratsam i hemmet ("When she comes home it's a yap yap yap/ words are running freely like water from a tap"). Många selektivt stumma människor känner att detta beskriver deras liv.
I humorserien The Big Bang Theory har rollfiguren Rajesh Koothrappali selektiv mutism och han kan inte prata med kvinnor. I den brittiska dramafilmen Little Voice (1998), lider huvudpersonen av selektiv mutism. Titelfiguren i Dori Jones Yangs roman The Secret Voice of Gina Zhang har selektiv mutism i kombination med tvåspråkighet. I filmen Ett veck i tiden, pratade figuren Charles Wallance inte med personer utanför familjen mesta tiden av filmen.